# Iksiy Music
Iksiy Music — український музичний лейбл, видавець і студія звукозапису.

## Історія
Андрій Ігнатченко в 2010 році відкрив студію звукозапису — «Iksiy Music».
Навесні 2018 року група «KAZKA» презентувала дебютний альбом «KARMA», над яким працювала команда «Iksiy Music». Андрій Ігнатченко і Сергій Єрмолаєв виступили саунд-продюсерами музичного альбому і композиторами 7 з 10 треків, серед яких, найпопулярніші сингли групи: «Свята», «Плакала», «Дива» та інші.
Студія звукозапису «Iksiy Music» займається написанням пісень, текстів, просуванням матеріалу на ринку; продюсуванням пісень — аранжування, запис, тюнінг, продакшн вокалу, зведення, мастеринг; продюсуванням музичних проектів; створенням відео-кліпів, рекламних роликів, радіо-роликів; написанням саундтреків до фільмів та серіалів.

## Пісні спродюсувані на Iksiy Music
| виконавець                          | назва пісні |
| ----------------------------------- | --- |
| Iksiy (Андрій Ігнатченко)           | У мирному Києві (feat Sestra & Bitz), Молюся і вірю (feat Sestra & Bitz), From Ukraine (feat Sestra), Чом ти не прийшов. |
| Камалія                             | Кордони, Танцую, Кулями (feat Paul Hank), Новий рік (feat Arabella&Mirabella) |
| Анастасія Приходько                 | Степом |
| Саід Джурді                         | Переможем |
| Ірина Білик                         | Мало, Не стримуй погляд, Я буду |
| Віталій Козловський                 | Тихим дотиком, Вільні |
| Люся Кава                           | Народна, Незламна |
| Аліна Гросу                         | Голый король, Vova, Луна, Грязные танцы, Дикая, Арестован. (Голий король, Vova, Місяць, Брудні танці, Дика, Заарештован). |
| Emin                                | «Рядом проснуться (Поруч прокинутися) [Архівовано 9 травня 2020 у Wayback Machine.]» |
| Валерія                             | «Формула счастья (Формула щастя) [Архівовано 18 травня 2019 у Wayback Machine.]» |
| Таїсія Повалій                      | «Твоих рук родные объятья (Твоїх рук рідні обійми) [Архівовано 26 липня 2020 у Wayback Machine.]», «Чай с молоком (Чай з молоком) [Архівовано 7 вересня 2020 у Wayback Machine.]», «Сердце — дом для любви (Серце - будинок для любові) [Архівовано 19 січня 2020 у Wayback Machine.]» |
| Домінік Джокер                      | «Не повторим (Не будемо повторювати)», «Холодное лето» |
| Інь-ян                              | «Бесконечность (Безмежність [Архівовано 17 жовтня 2020 у Wayback Machine.]» |
| НеАнгели                            | «Серёжа (Серьожа) [Архівовано 28 червня 2020 у Wayback Machine.]», «Знаешь» (Знаєш), «Удары» (Удари), «Точно». |
| Анна Сєдокова                       | «Пока милый (Бувай милий) [Архівовано 26 липня 2020 у Wayback Machine.]», «Что я наделала» (Що я наробила), «Удали» (Видали) |
| Анна Сєдокова и Міша Крупін         | Небезопасно (Небезпечно) |
| Тетяна Котова                       | «За тобой (За тобою)»; «Ты один (Ти один)» |
| Яна Соломко                         | «Матахарі», «Закохана [Архівовано 23 квітня 2020 у Wayback Machine.]» |
| KAZKA                               | «Свята [Архівовано 7 січня 2019 у Wayback Machine.]», «Дива [Архівовано 14 червня 2020 у Wayback Machine.]», «Плакала» «Пісня сміливих дівчат» та інші. |
| Наташа Корольова і Олександр Маршал | «Порочен я тобой [Архівовано 9 вересня 2020 у Wayback Machine.]» (Порочний я тобою) |
| Наташа Корольова                    | «Абрикосовые сны [Архівовано 18 серпня 2020 у Wayback Machine.]», «Я устала [Архівовано 5 вересня 2020 у Wayback Machine.]…» (Я втомилась), «Осень под ногами на подошве [Архівовано 12 серпня 2020 у Wayback Machine.]…» (Осінь під ногами на підошві)                                |
| Слава                               | «Спелый мой (Стиглий мій) [Архівовано 12 серпня 2020 у Wayback Machine.]» |
| Зара                                | «Этот год любви (Цей рік любові) [Архівовано 18 серпня 2020 у Wayback Machine.]» |
| Валерія                             | «Формула счастья (Формула щастя) [Архівовано 18 травня 2019 у Wayback Machine.]» |
| Ірина Круг                          | «Промежутки любви (проміжки любові) [Архівовано 19 серпня 2020 у Wayback Machine.]» |
| Тамара Гвердцителі                  | «Ориентир любви (Орієнтир любові) [Архівовано 10 серпня 2020 у Wayback Machine.]» |
| Тамара Гвердцителі и Стас Михайлов  | Давай разлуки запретим (Давай розлуки заборонимо) |

## Артисти
Зі студією співпрацювали: Анна Сєдокова, Наташа Корольова, Борис Моїсеєв, Міка Ньютон, Тетяна Котова, Emin, Elvira T, Varda, Сергій Звєрєв, група НеАнгели, група NikitA, Наталя Морозова, Віталій Козловський, Тіна Кароль, Яна Соломко, Лавіка, Брати Борисенко, Стас Шурінс, Діма Коляденко та ін.

## Альбоми
гурт «KAZKA»
- 2018 — Karma
- 2019 — Nirvana

Наташа Корольова
- 2015 — Магія Л

Наталія Мороzова
- 2014 — Губи
- 2019 — Сильна

Стас Шурінс
- 2013 — Естественный отбор (Природний відбір)

Iksiy
- 2020 — Indrani

Устина Малініна
- 2018 — Влюбишься (Закохаєшся)
- 2019 — Розовый шум (Рожевий шум)

Олександр Малінін
- 2018 — Любовь жива (Любов жива)

Ірина Круг
- 2020 — Ты сердце и душа (Ти серце і душа)

Таїсія Повалій
- 2020 — Ейфорія

## Нагороди
| Рік релізу | Назва пісні і посилання на відеокліп                                                              | Виконавець                          | Примітка |
| ---------- | ------------------------------------------------------------------------------------------------- | ----------------------------------- | --- |
| 2014       | Хозяин (Господар)                                                                                 | Nikita, гурт                        | |
| 2014       | Делай, что хочешь (Роби, що хочеш)                                                                | Nikita, гурт                        | |
| 2014       | Порочен я тобой (Порочний я тобою) [Архівовано 6 листопада 2020 у Wayback Machine.]               | Наташа Корольова и Олександр Маршал | Лауреат фестивалю «Пісня року 2014» |
| 2014       | Спелый мой (Стиглий мій) [Архівовано 31 березня 2019 у Wayback Machine.]                          | Слава                               | Лауреат фестивалю «Пісня року 2014» |
| 2015       | Знаешь (Знаєш)                                                                                    | НеАнгели, гурт                      | |
| 2015       | Твоих рук родные объятья (Твоїх рук рідні обійми) [Архівовано 18 січня 2020 у Wayback Machine.]   | Таїсія Повалій                      | Лауреат фестивалю «Пісня року 2015», премії «Шансон року-2016»                                                                         |
| 2015       | Этот год любви (Цей рік любові) [Архівовано 6 вересня 2020 у Wayback Machine.]                    | Зара                                | Лауреат фестивалю «Пісня року 2015» |
| 2015       | Позвони, будь посмелей [Архівовано 12 серпня 2020 у Wayback Machine.] (Подзвони, будь сміливішим) | Марія Рубановська                   | |
| 2016       | Чай с молоком (Чай з молоком) [Архівовано 9 липня 2020 у Wayback Machine.]                        | Таїсія Повалій                      | Лауреат фестивалю «Пісня року 2016», премії «Шансон року-2017»                                                                         |
| 2016       | Сумасшедшее счастье (Божевільне щастя) [Архівовано 7 вересня 2020 у Wayback Machine.]             | Аніта Цой                           | Лауреат фестивалю «Пісня року 2016», премії «Шансон року-2017» и «Золотий грамофон 2017»                                               |
| 2016       | Промежутки любви (Проміжки любові)                                                                | Ірина Круг                          | Лауреат премії «Шансон року-2017» |
| 2017       | Сто озёр и пять морей (Сто озер і п'ять морів)                                                    | Слава                               | Пісня написана в співавторстві з Сергієм Рєвтовим                                                                                      |
| 2017       | Сердце — дом для любви (Серце-будинок для любові)                                                 | Таїсія Повалій                      | Лауреат премії «Золотий грамофон 2017», фестивалю «Пісня року 2017», премії «Шансон року-2018»                                         |
| 2017       | Осень под ногами на подошве [Архівовано 12 серпня 2020 у Wayback Machine.]                        | Наташа Корольова                    | Пісня написана в співавторстві з Олександром Соколовим Лауреат фестивалю «Пісня року 2017», премії «Шансон року-2018»                  |
| 2017       | Ориентир любви [Архівовано 10 серпня 2020 у Wayback Machine.] Орієнтир любові                     | Тамара Гвердцителі                  | Лауреат фестивалю «Пісня року 2017» та премії «Шансон року-2019»                                                                       |
| 2018       | Ты в глаза мне посмотри (Ти в очі мені подивись) [Архівовано 14 липня 2020 у Wayback Machine.]    | Повалій Таїсія                      | Лауреат премії «Золотий грамофон 2018», фестивалю «Пісня року 2018» та премії «Шансон року-2019»                                       |
| 2018       | Твой поцелуй [Архівовано 4 жовтня 2018 у Wayback Machine.] (Твій поцілунок)                       | Слава                               | Лауреат фестивалю «Пісня року 2018» |
| 2018       | Ищи не ищи (Шукай не шукай)                                                                       | Ірина Круг                          | Лауреат премії «Шансон року-2019» |
| 2019       | Я буду твоя [Архівовано 16 червня 2020 у Wayback Machine.]                                        | Таїсія Повалій                      | Лауреат фестивалю «Пісня року 2019» |
| 2019       | Давай разлуки запретим (Давай розлуки заборонимо)                                                 | Тамара Гвердцителі, Стас Михайлов   | Лауреат Російської Національної Музичної Премії, фестивалю «Пісня року 2019», премії газети «Московський комсомолець» — ZD AWARDS-2019 |
| 2019       | Сердце на сердце (Серце на серце)                                                                 | Микола Басков                       | Лауреат премії «Золотий грамофон 2019», лауреат фестивалю «Пісня року 2019», премії газети «Московський комсомолець» — ZD AWARDS-2019  |
| 2019       | Ленинградский горьковатый хлеб (Ленінградський гіркуватий хліб)                                   | Хор Турецького, гурт                | |
| 2020       | Особенные слова (Особливі слова)                                                                  | Таїсія Повалій                      | |

| Рік  | Назва пісні і посилання на відеокліп | Примітка |
| ---- | ------------------------------------ | --- |
| 2017 | Свята                                | Пісня увійшла в топ-10 найбільш ротованих пісень за версією українського сервісу «FDR MEDIA», посівши 9 місце. Також група стала «Відкриттям року» за їхньою версією. |
| 2018 | Свята                                | «Краща пісня поп-гурту» («Свята») і «Кращий дебют» на думку «Країна ФМ».                                                                                              |
| 2018 | Плакала                              | Пісня вперше в історії української музики потрапила в Топ-10 світового хіт-параду сервісу Shazam.                                                                     |
| 2018 | Плакала                              | Пісня названа «Хітом року» за версією M1 Music Awards. |